# Famille Hébrard de Saint-Sulpice
La famille Hébrard de Saint-Sulpice est une famille noble française d'extraction féodale, originaire du Quercy. Elle s'est éteinte au XVIIe siècle.

## Histoire
La famille Hébrard de Saint-Sulpice, originaire du Quercy, est citée au début du XIIIe siècle. Guillaume d'Ebrard, chevalier, seigneur de Saint-Sulpice, fut père de Bernard d’Ebrard, allié vers 1230 à Guillemette du Puy, leur fils Guillaume aurait laissé Gaillard, dont l’arrière-petit-fils Raymond, chevalier, allié en 1334 à Gélis de Vassal. aurait été père d’Arnaud, allié à Marguerite de la Popie.
Le rameau ainé s'est éteint peu après Bernard d'Ebrard, chevalier, baron de Saint-Sulpice, tué à Coutras, qui de Marguerite de Balaguier, qu’il avait épousée en 1579, eut Jacques, mort sans alliance en 1589, et Claude d’Ebrard de Saint-Sulpice, mariée avec Emmanuel de Crussol, duc d’Uzès.
Les Hébrard de Saint-Sulpice bâtirent des prieurés dans le Quercy. Aussi est désignée par « Hébrardie » la région autour de la vallée du Célé.

## Filiation
Antoine Hébrard de Saint-Sulpice s'est marié :
- en 1518 avec Jeanne de Lévis-Caylus, dont il a eu :
  - Jean III Hébrard de Saint-Sulpice, auteur du rameau ainé, qui suit.
- en 1530 avec Anne de Cluset dont il a eu :
  - Antoine Hébrard de Saint-Sulpice, marié avec Jeanne de Pelegry, dame du Vigan, auteurs du rameau cadet, d'où :
    - Marguerite Hébrard de Saint-Sulpice, mariée en 1589 avec Jacques de Durfort, seigneur de Léobard,
    - Christophe Hébrard de Saint-Sulpice, baron du Vigan, marié en 1598 avec Anne d'Avanson.

Jean III Hébrard de Saint-Sulpice s'est marié le 6 mai 1551 avec Claude de Gontau-Biron, décédée le 1er janvier 1587. De ce mariage sont nés :
- Henri Hébrard de Saint-Sulpice (1553-1576), comte de Nègrepelisse ;
- Bertrand Hébrard de Saint-Sulpice s'est marié en 1579 avec Marguerite de Balaguier[2], dame de Monsalès, dont il a eu :
  - Claude Hébrard de Saint-Sulpice, mariée en 1601 avec Emmanuel Ier de Crussol, duc d'Uzès d'où :
    - François de Crussol (1604-1680), duc d'Uzès.
- Armand (1555-1573) trouve la mort à 18 ans au siège de la Rochelle, en 1573
- Bertrand, son dernier fils, est tué à la bataille de Coutras, en 1587.
- Antoine Hébrard de Saint-Sulpice, évêque de Cahors (1577-1600)
- Catherine Hébrard de Saint-Sulpice (morte en 1618) s'est mariée en 1587 avec Pons de Lauzières (1554-1627), marquis de Thémines, chevalier des Ordres du roi, maréchal de France.

## Poème
Henri Hébrard de Saint-Sulpice (1553-1576), comte de Nègrepelisse, a été présent au siège de La Rochelle de 1573 où il a rencontré le duc d'Anjou. Il fait partie de la maison du roi de Pologne et a accompagné le duc d'Anjou en Pologne. Il est présent au château de Blois avec son père où la cour est composée de factions qui s'opposent. Dans une lettre à sa mère, datée du 8 décembre 1576, il indique que le climat est très dégradé entre Monsieur, frère du roi, duc d'Alençon, et l'entourage du roi Henri III. Il a été tué par Jean de Beaune, vicomte de Tours, seigneur de Semblançay, chambellan du duc d'Alençon, dans la cour du château de Blois, le 20 décembre 1576, à la suite d'une querelle au cours d'une partie de palle-mail où Saint-Sulpice a accusé Beaune de ne pas être un gentilhomme. Pour se venger de l'insulte, Beaune le fait assassiner par des hommes de main. Il meurt dans les bras de son père. (Nicolas Le Roux, La Faveur du Roi: Mignons et courtisans au temps des derniers Valois (vers 1547-vers 1589), Champ Vallon (collection Époques), Seyssel, 2000 Aperçu). Le coupable est décapité en effigie à Blois le 6 juin 1577. Jean Hébrard de Saint-Sulpice a quitté la cour avec le corps de son fils. Villeroy, secrétaire d'État lui écrit le 30 janvier 1577 : « Monsieur, toujours n'aurons nous plus parler que de tels meurtres et assassinements ; ce sont aussi les fruits de la guerre civile, de laquelle s'exemptent plus souvent ceux qui en sont la cause que les innocents. Il faut lever les yeux au ciel, se recommander à Dieu et le prier qu'il ait compassion de ce pauvre royaume et des gens de bien. ». Le roi a commandé une épitaphe en vers :
Nay d'illustre maison, à la sainte vertu
Soigneusement nourri dès ma première enfance
Généreux pour servir et mon prince et la France
J'ai plusieurs fois l'orgueil ennemi combattu,

La Rochelle, Poussein et le Reistre battu,
Les fidèles témoins de ma jeune vaillance,
Ja desja m'abreuvoient de plus grande espérance,
Si trop jeune la mort ne m'eût point abattu.

Maintenant sans regret, mais regretté je meurs,
Et bien que prévenu, je laisse successeurs,
Ma femme, le tombeau, les cieux et la mémoire.

De mon cœur, de mon corps, de l'âme et de mon los,
Ma femme de mon cœur, le tombeau de mes os,
Les cieux de mon esprit, le renom de ma gloire.

## Personnalités
- Aymeric Ebrard de Saint-Sulpice, évêque de Coimbra, au Portugal, de 1279 à sa mort, en 1295
- Raymond I Hébrard de Saint-Sulpice, évêque de Coimbra, 1319 - 1324
- Raymond II Hébrard de Saint-Sulpice, évêque de Coimbra, 1325 - 1333
- Jean III Hébrard de Saint-Sulpice, ambassadeur de France à Madrid entre 1562 et 1565
- Antoine Hébrard de Saint-Sulpice, évêque de Cahors entre 1577 et 1600